# Canals, Valencia
Canals là một đô thị ở comarca Costera cộng đồng Valencia, Tây Ban Nha. Đô thị này có diện tích 21,84 km², dân số thời điểm năm 2006 là 13.150 người.